# Elk Horn (Iowa)
Elk Horn ist eine Stadt (mit dem Status „City“) im Shelby County im US-amerikanischen Bundesstaat Iowa. Im Jahr 2014 hatte Elk Horn 662 Einwohner, deren Zahl sich bis 2017 auf 624 verringerte. Das U.S. Census Bureau hat bei der Volkszählung 2020 eine Einwohnerzahl von 601 ermittelt.

## Geografie
Elk Horn liegt im Westen Iowas am Elkhorn Creek, der über den Indian Creek, den Nishnabotna River und den Missouri zum Stromgebiet des Mississippi gehört.
Die geografischen Koordinaten von Elk Horn sind 41°35′30″ nördlicher Breite und 95°03′36″ westlicher Länge. Elk Horn erstreckt sich über eine Fläche von 1,99 km² und ist die größte Ortschaft innerhalb der Clay Township.
Nachbarorte von Elk Horn sind Kimballton (4,9 km nördlich), Hamlin (20,2 km nordöstlich), Exira (15,5 km östlich), Brayton (16,5 km südöstlich), Marne (21,2 km südsüdwestlich), Walnut (26,5 km südwestlich) und Jacksonville (13 km nordwestlich).
Die nächstgelegenen größeren Städte sind Sioux City (182 km nordwestlich), Iowas Hauptstadt Des Moines (135 km östlich), Nebraskas größte Stadt Omaha (109 km südwestlich) und Nebraskas Hauptstadt Lincoln (189 km in der gleichen Richtung).

## Verkehr
Der in Nord-Süd-Richtung verlaufende Iowa Highway 173 bildet die Hauptstraße von Elk Horn. Alle weiteren Straßen sind untergeordnete Landstraßen, teils unbefestigte Fahrwege sowie innerörtliche Verbindungsstraßen.
Mit dem Harlan Municipal Airport (25 km westlich) und dem Atlantic Municipal Airport (23 km südlich) befinden sich zwei kleinere Flugplätze für die Allgemeine Luftfahrt in der Nähe von Elk Horn. Die nächsten Verkehrsflughäfen sind das Eppley Airfield in Omaha (115 km südwestlich) und der Des Moines International Airport (146 km östlich).

## Geschichte
Elk Horn wurde um die Jahrhundertwende vom 19. zum 20. Jahrhundert von dänischen Einwanderern gegründet, was auch heute noch im Ortsbild zu erkennen ist. Seit 1983 besteht das Museum of Danish America. Im Jahr 1910 wurde Elk Horn als selbstständige Kommune inkorporiert.

## Bevölkerung
Nach der Volkszählung im Jahr 2010 lebten in Elk Horn 662 Menschen in 255 Haushalten. Die Bevölkerungsdichte betrug 332,7 Einwohner pro Quadratkilometer. In den 255 Haushalten lebten statistisch je 2,31 Personen.
Ethnisch betrachtet setzte sich die Bevölkerung zusammen aus 98,9 Prozent Weißen sowie 0,8 Prozent aus anderen ethnischen Gruppen; 0,3 Prozent stammten von zwei oder mehr Ethnien ab. Unabhängig von der ethnischen Zugehörigkeit waren 1,7 Prozent der Bevölkerung spanischer oder lateinamerikanischer Abstammung.
20,5 Prozent der Bevölkerung waren unter 18 Jahre alt, 45,7 Prozent waren zwischen 18 und 64 und 33,8 Prozent waren 65 Jahre oder älter. 52,4 Prozent der Bevölkerung waren weiblich.
Das mittlere jährliche Einkommen eines Haushalts lag bei 45.658 USD. Das Pro-Kopf-Einkommen betrug 23.718 USD. 2,6 Prozent der Einwohner lebten unterhalb der Armutsgrenze.